# Palos (telenovela)
Palos é uma telenovela filipina produzida e exibida pela ABS-CBN, cuja transmissão ocorreu em 2008.

## Elenco
- Cesar Montano - Fabio Cassimir / Palos
- Jake Cuenca - Giancarlo Caranzo / New Palos
- Jomari Yllana - Alessandro Canavarro
- Bernard Bonnin - Vittorio Canavarro
- Jodi Sta. Maria - Carmela Canavarro